# Saint-Just-d'Ardèche
Saint-Just-d'Ardèche è un comune francese di 1 597 abitanti situato nel dipartimento dell'Ardèche nella regione dell'Alvernia-Rodano-Alpi.
Si è chiamata Saint-Just fino al 22 marzo 2011.

## Società

### Evoluzione demografica
Abitanti censiti